# Uroplatus fimbriatus
El geco de cola de hoja común o uroplato (Uroplatus fimbriatus) es una especie de la familia gekkonidae que vive en las selvas del este de Madagascar y en las islas de Nosy Boraha y Nosy Mangabe. Miden unos 330 mm y poseen unos ojos únicos que distinguen los colores hasta en la más plena oscuridad.

## Sinonimia
- Stellio fimbriatus SCHNEIDER 1797
- Stellio tetradactylus SCHNEIDER 1797 (fide BOULENGER 1885)
- Gecko sarroubea DAUDIN 1802: 176 (fide BOULENGER 1885)
- Gecko caudiverbera — MERREM 1820 (see note)
- Rhacoessa hypoxantha WAGLER 1833 (nom. subst.)
- Chiroperus sarrube WIEGMANN 1834: 20 (nom. subst. pro G. tetradactylus)
- Ptyodactylus fimbriatus — DUMÉRIL & BIBRON 1836: 381
- Ptyodactylus feuillaei — DUMÉRIL & BIBRON 1836: 386 (?)
- 0Uroplates fimbriatus — BOULENGER 1885: 237[2]